# Shorea foxworthyi
Shorea foxworthyi är en tvåhjärtbladig växtart som beskrevs av Symington. Shorea foxworthyi ingår i släktet Shorea och familjen Dipterocarpaceae. Inga underarter finns listade i Catalogue of Life.